# Ахтергук (Оверейсел)
Ахтергук (нід. Achterhoek, нід. вимова: [ˈax.tər.ˌɦuk]) — селище в нідерландській провінції Оверейсел. Входить до муніципалітету Гоф-ван-Твенте.
Перша згадка про населений пункт датується 1867 роком. Наразі у селищі нараховується близько 30 будинків.